# Gamla Staberg

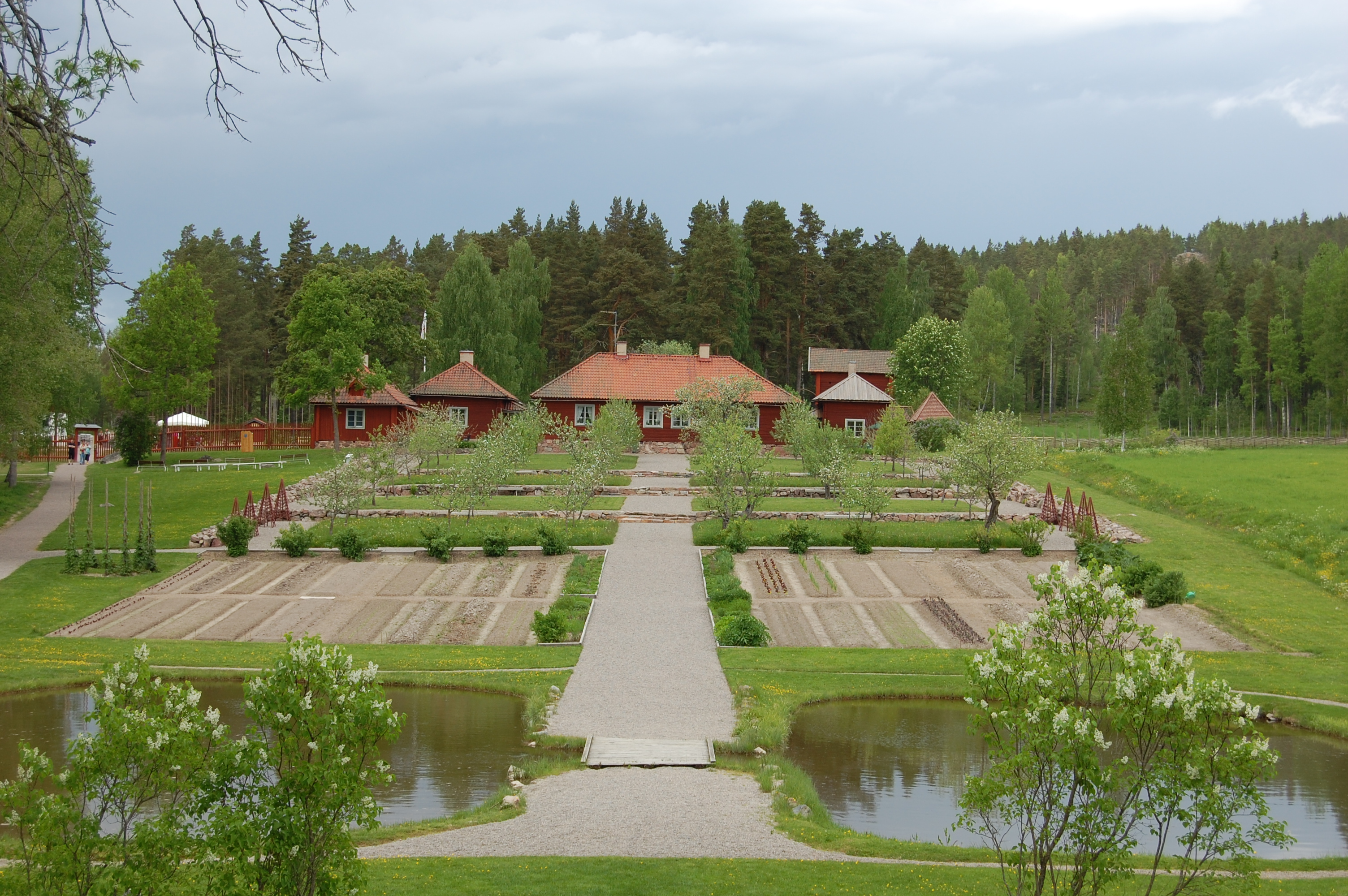
Barockträdgården mellan Nya och Gamla Staberg

Gamla Staberg är en välbevarad bergsmansgård vid Kniva, omkring tio kilometer öster om Falun. Gården är en del av världsarvet Falun och Kopparbergslagen och är känd för sin barockträdgård. Gården hålls som hembygdsgård av Hosjö-Vika hembygdsförening. 

## Gamla Stabergs Bergsmansgård
Enligt ägarelängden ägdes Staberg av den så kallade bergsadeln under medeltiden, nämligen av medlemmar av frälseätten Stierna, förfäderna till de adliga ätterna Stiernhielm,  Schönström och Swedenborg. Till och från gick gården som pant till personer utanför släktkretsen, däribland till en Jöns Horkarl, men återgick alltid till ätten, fram till 1600-talet, då borgare från Stockholm står som ägare.
Gården ägdes av en son till Gerdt Lohrman, Petter Lohrman 1665–1671 men var förfallen. En ingift släkting, Olaus Simonis Nauclerus köpte det då av en fordringsägare för 1700 daler silvermynt. Nuvarande mansgårdsbyggnad anses vara uppförd av Nauclerus. Gården gick sedan i arv inom släkten Nauclerus fram till 1820, då Handelsbolaget Forssbeck & Kiellman blir ägare.
Den gamla bergsmansgården Staberg ligger ungefär en och en halv mil österut längs landsvägen från Falun. Den ligger i skogsbrynet strax nedanför det välkända utsiktsberget Stabergs Klack, om än kanske lite undangömt från stora landsvägen sett. Länsvägen har dock rätats under senare år. En kortare bit av den äldre vägen finns kvar vid infarten till Staberg, där också en milsten från 1873 finns bevarad.
Det syns tydligt hur bryggherren Olof Nauclérus byggt sitt "Dala-Versailles" runt en flera hundra meter lång mittaxel. Man ser fortfarande hur anläggningen sänker sig från norr mot söder, ändå uppifrån den mystiska, ännu oförklarade gropen en bit upp i skogen till två symmestriskt anlagda dammarna längst ned i trädgården.

## Gårdens byggnader
Gården består av ett antal faluröda timmerbyggnader från sekelskiftet 1700 och en restaurerad barockträdgård från 1750-talet. 
- Huvudbyggnad, 1680–1745.

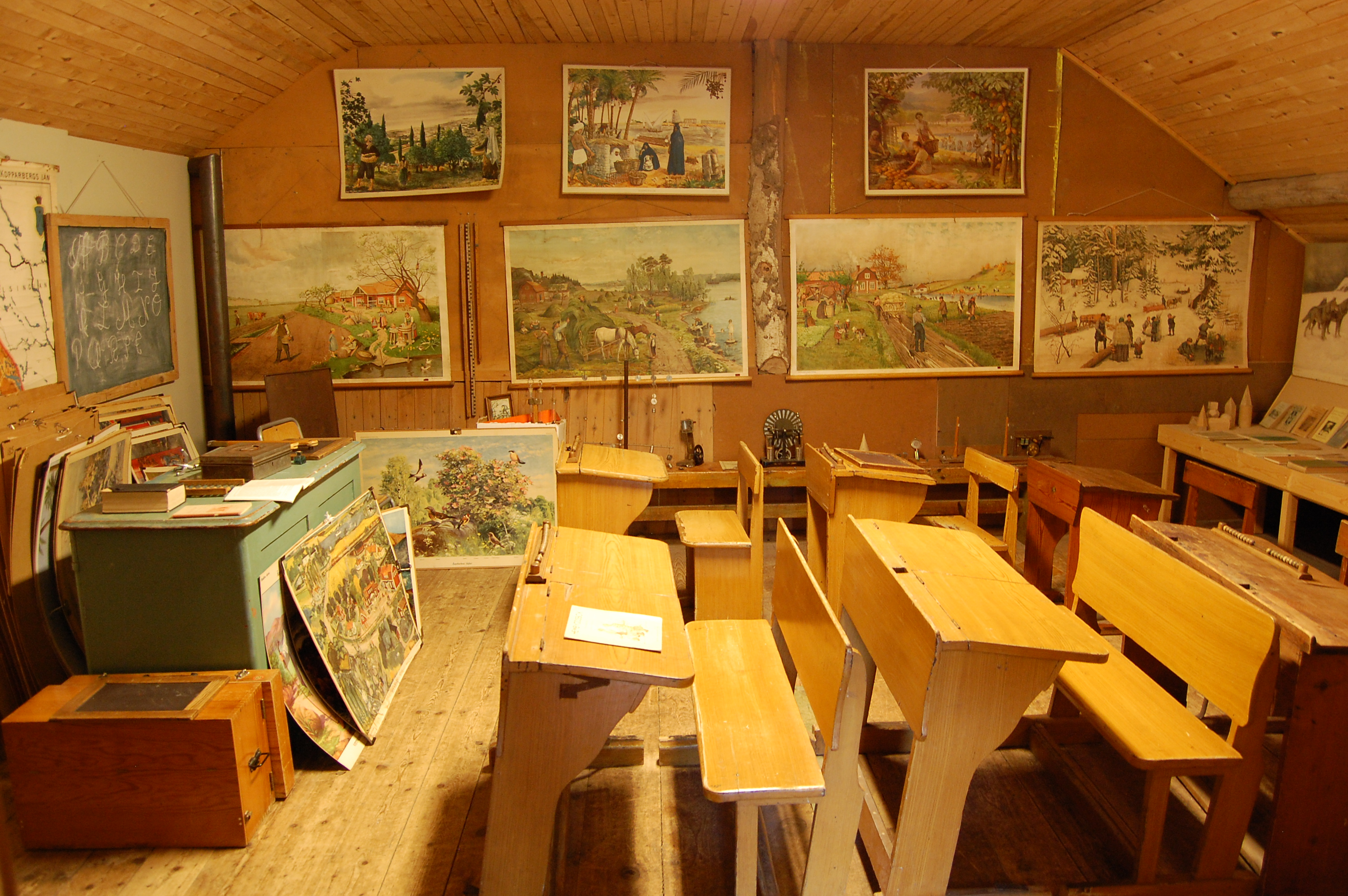
Skolmuseum i Gamla Staberg

- Brygghus och drängstuga, tidigt 1700-tal.
- Kammarbyggnad,1680–1745.
- Dragkarlsstuga, tidigt 1700-tal.  (Byggnaderna 1-4 står på sina ursprungliga platser)
- Prevet, (avträde), 1680–1745.
- Bod,1680–1745.
- Härbre, 1706, från Storgården i Kniva.
- Kornlada, 1900-talets början, nu skolmuseum/ musikloge/ utställning om bergsmansgården och barockträdgården.
- Ladugård, 1900-talets början, nu restaurang/film- och konferenssal.

## Gamla Stabergs historia
Namnet gavs först åt berget intill gården av "stadhberg", som kan betyda antingen "berget vid boplatsen" eller "bergen vid båtplatsen". De första skriftliga beläggen härrör från början av 1500-talet, då bergsmannen Hans Markvardsson Stiernna ärvde gården av sin far Markvard Olofsson. Under 1600-talet då barocken var rådande stildeal inom konst och arkitektur inföll Falu gruvans storhetstid. När Gamla Staberg uppfördes omkring år 1700 var det helt enligt barockens principer. Anläggningen är symmetriskt uppbyggd med huvudbyggnaden i centrum. Trädgården har ett långt perspektiv med markerad mittaxel från vilken linjer går ut och skapar ett rutmönster. Hela anläggningen är mycket välbevarad. 
Under året 1671 köpte Olof Simonsson Nauclérus, Staberg för 1700 daler av den senaste ägaren Johan Thomasson Funck. Olof Nuclér blev kvar på Staberg till sin död 1706. Under Olofs tid började gården byggas om; från den förfallna medeltidsgård den varit till modern anläggning helt enligt dåtidens krav. 
År 1930 skänktes Stabergs av dåvarande ägaren J.H. Munktells Pappersfabrik AB (senare Grycksbo Pappersbruk) till den då nybildade Vika Hosjö Hembygdsförening. Idag ingår Gamla Staberg i Kopparbergets Ekomuseum, från december 2001 uppsatt på världsarvslistan och inrättades som kulturreservat i maj 2013.